# هاتسو هیوکی
هاتسو هیوکی (انگلیسی: Hatsu Hioki؛ زادهٔ ۱۸ ژوئیهٔ ۱۹۸۳) ورزشکار هنرهای رزمی ترکیبی اهل ژاپن است.